# Hermann Kuhr (Archivar)
Hermann Kuhr (* 25. März 1938 in Bad Berneck; † 6. März 2013) war ein deutscher Archivar und Historiker.

## Leben
Hermann Kuhr wurde 1938 in Bad Berneck als Sohn eines Pfarrers geboren und wuchs in Günzburg und Ansbach auf. Er studierte schließlich Evangelische Theologie und Soziologie und absolvierte anschließend eine Ausbildung zum Archivar. Nach dieser Ausbildung nahm er in Wolfenbüttel eine Stellung als Landeskirchenarchivrat der Evangelisch-lutherischen Landeskirche in Braunschweig an und blieb dieses sein Leben lang. Dabei war er maßgeblich am Aufbau des Archivs beteiligt. Im Juni 1967 wurde Hermann Kuhr Mitglied im Wissenschaftlichen Beirat der Sektion Archivwesen in der Arbeitsgemeinschaft der Archive und Bibliotheken in der evangelischen Kirche, dessen Sektionsleiter er im März 1977 wurde. Des Weiteren gehörte er seit 1972 dem Beirat der Gesellschaft für niedersächsische Kirchengeschichte an. Am 31. März 2011 trat Kuhr in den Ruhestand.
Kuhr verstarb im März 2013. Sein Grab befindet sich in seinem letzten Wohnort Mascherode.

## Werke (Auswahl)
- Hermann Kuhr, Gottfried Zimmermann: Dokumente zur Reformation: Bugenhagen 1528 in Braunschweig. Hrsg.: Evangelisch-Lutherisches Stadtkirchenamt Braunschweig. (Ausstellung im Städt. Museum, Braunschweig, 17. September – 15. Oktober 1978).
- Die Reformation in der Stadt Braunschweig. (Festschrift 1528 – 1978).
- Die Reformation im Raum Wolfsburg – Beiträge und zeitgenössische Texte zur Reformationsgeschichte anlässlich der Ausstellung zum Lutherjahr 1983 in Niedersachsen Reformation im Raum Wolfsburg vom 29. September – 30. Oktober 1983 in der Bürgerhalle des Rathauses Wolfsburg.
- Einsatzmöglichkeiten der elektronischen Datenverarbeitung (EDV) in Kirchenarchiven, 1987
- Hermann Kuhr, Klaus Jürgens: Dorfschullehrer im Lande Braunschweig – Beiträge zur Schulgeschichte des 18. und 19. Jahrhunderts.